# Металургійний комбінат у Даммамі
Металургійний комбінат у Даммамі – підприємство чорної металургії Саудівської Аравії, яке діє на східному узбережжі країни в індустріальній зоні Dammam Second Industrial City (DIC-2).
Розвитком металургійного комплексу в Даммамі опікується група Al-Tuwairqi Holding, яка діє через кілька дочірніх компаній, такі як Al Ittefaq Steel та Arab Steel Company (станом на кінець 2000-х належали групі на 76% та 100% відповідно).
Перший переділ представлений заводом прямого відновлення заліза Direct Reduction Iron Company, який почав роботу у 2007 році та має два модулі сукупною потужністю 1 млн тон на рік. Його технологія потребує значних обсягів природного газу, який може надходити по трубопроводу UBTG – DIC-2.
Сталеплавильний переділ представлений двома територіально рознесеними виробництвами:
- заводом National Steel Company (NASCO, заснована в 2004 році), який почав роботу з потужністю 0,5 млн тон заготовки на рік та станом на 2014-й досягнув показника у 1 млн тон на рік. Його основним обладнанням є 100-тонна електросталетопна дугова піч, піч-ківш, 20-тонна індукційна піч та машина безперервного виливу сортової заготовки;[3]

- завод Arab Steel Company, що почав роботу у 2013 році та розташований за чотири кілометри від майданчика, де провадять відновлення заліза. Тут працюють дві 130-тонні  електросталетопні дугові печі, які разом з іншим обладнанням забезпечують випуск 2 млн тон безперервно-литої сортової заготовки на рік.[4]

Прокатний переділ комплексу в Даммамі належить компанії Al Ittefaq Steel Products Company (ISPC) та знаходиться за півтора кілометри від майданчику, де провадять відновлення заліза. Тут діють три прокатні стани R1, R2 та R3, сукупна річна потужність яких становить 2,8 млн тон будівельної арматури.
Також можливо відзначити, що групі належать електрометалургійний завод у Джидді та металопрокатний завод в Мецці.